# بريان كرزانيتش
بريان كرزانيتش (بالإنجليزية: Brian Krzanich)‏ مواليد 9 مايو 1960 في مقاطعة سانتا كلارا، الولايات المتحدة، هو الرئيس التنفيذي لشركة إنتل انتخب في المنصب في سنة 2013 خلفا لبول أوتيليني الذي أعلن استقالته في نوفمبر سنة 2012. . حصل على درجة البكالوريوس في الكيمياء من جامعة سان هوزيه. انضم إلى إنتل في عام 1982 في نيو مكسيكو كمهندس. تمت ترقيته إلى مدير العمليات في يناير سنة 2012.

## روابط خارجية
- بريان كرزانيتش على موقع مونزينجر (الألمانية)
- بريان كرزانيتش على موقع إن إن دي بي (الإنجليزية)